# Мультизавантаження

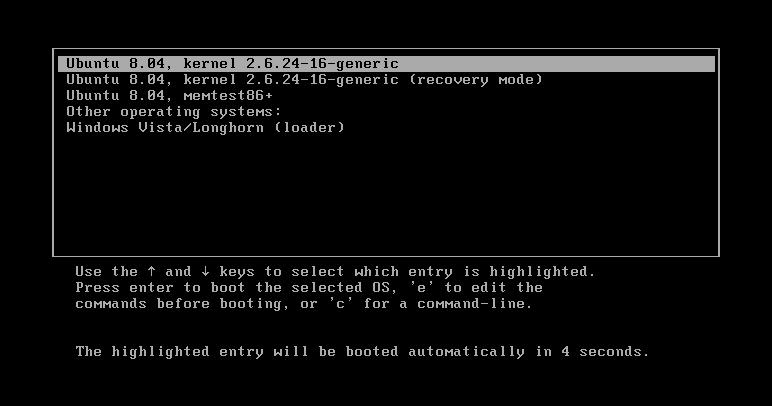
GRUB, з можливістю завантаження Ubuntu або Windows Vista

Мультизавантаження (англ. Multi-boot) — технічна можливість вибору завантаження операційної системи при початковому запуску комп'ютера. Для налаштування такої можливості може знадобитися спеціальний завантажувач.

## Застосування
Мультизавантаження дозволяє використовувати декілька операційних систем на одному комп'ютері, що може бути корисно для:
- розробки і дослідження ПЗ або нової комп'ютерної архітектури;
- розробки, тестування і вивчення операційних систем;
- роботи з ПЗ, яке підтримується на різних ОС;
- забезпечення різних умов безпеки;
- зниження витрат на додаткове обладнання.

У x86-системах мультизавантаження можливе при використанні NTLDR, LILO, GRUB та інших завантажувачів, які підтримують таку функціональність.
Альтернативою мультизавантаження може стати віртуалізація. Використання цього способу вимагає установки гіпервізора і налаштування віртуальних машин, після чого на ці віртуальні машини встановлюються необхідні ОС. Таким чином, можна одну ОС «розгорнути всередині» іншої. Перевагою такого підходу є контроль і безпека (див.: пісочниця).

## Технічні аспекти

### Apple Boot Camp
Програма Boot Camp дозволяє власникам комп'ютерів Apple Macintosh побудованих на архітектурі x86 встановлювати Windows XP, Windows Vista, Windows 7 та Windows 10.

### Завантаження з допомогою файлу VHD
VHD — формат файлу, емулюючи жорсткий диск, який можна створити гіпервізором або штатно в Windows. Починаючи з Windows 7, завантажувач Windows підтримує запуск ОС встановлених в цей файл. До переваг такої установки можна віднести простоту (на практиці встановлювати і видаляти додаткові ОС також просто, як створювати і видаляти файли). Крім того, немає необхідності створювати і/або перерозмітити розділи на диску. При цьому з ОС, встановленої в VHD файл, можна працювати як на віртуальній машині, так і безпосередньо, без віртуалізації, що дозволяє використовувати апаратні ресурси повністю. Основний недолік такої конфігурації - відсутність підтримки запуску в системах, відмінних від Windows 7 (в редакціях Ultimate і Enterprise і Windows 8. Завантаження Linux і інших ОС з файлу VHD можлива, але з деяким ускладненням процесу. Наприклад, з використанням платного завантажувача VBoot.

### Використання декількох накопичувачів
Операційні системи можуть бути встановлені як на окремі диски, так і на окремі розділи на одному диску.
Наприклад, на комп'ютері встановлено Windows на одному диску і Linux на іншому. В даному випадку встановлення спеціального завантажувача не обов'язкова тому, що користувач має можливість вибору диска (а отже і ОС) для запуску, налаштування BIOS.
У разі використання декількох операційних систем на одному диску завантажувач обов'язковий.

### Розмітка диска
Основна концепція передбачає створення окремих розділів диска під кожну ОС і додаткових для зберігання інформації.

#### Windows XP/2000
Система адресації Windows Vista не сумісна з XP/2000, тому якщо є необхідність використовувати Windows 2000/XP, можливо менш небезпечно використовувати систему адресації CHS, яка встановлена за умовчанням в Windows XP/2000.

#### Windows і Linux
Одна з найбільш витребуваних конфігурацій — подвійне завантаження Linux і Windows, встановлених на різних розділах одного накопичувача. Деякі складнощі викликає те, що завантажувач Windows підтримує запуск тільки різних копій Windows, на відміну від більшості дистрибутивів Linux. При цьому завантажувач Linux (найчастіше GRUB) без проблем визначає всі інсталяції Windows і підтримує їх завантаження. Також важливо пам'ятати, що сама Windows за замовчуванням виключає можливість роботи з файловою системою Linux. Важливим моментом є і те, що в Windows Vista (у разі використання стороннього завантажувача) установка оновлень часто або неможлива, або викликає помилки. Тому, для установки оновлень, може знадобитися відновлення стандартного завантажувача. Це можна зробити з допомогою програми dd з дистрибутиву SystemRescueCD.
Встановлювати Windows рекомендується на первинний розділ (на старих системах на перший первинний розділ). В той час, як Linux може бути встановлений на будь-який розділ, включаючи логічний. Завантажувачі і Windows, і Linux ідентифікують розділи диска згідно таблиці розділів, де порядок може відрізнятися від фізичного порядку розділів на диску. Створення та видалення розділів у кінці дискового простору не позначається на попередніх розділах. Але ті ж самі операції в середині або на початку диска можуть викликати зміну нумерації, що, в свою чергу, призведе до необхідності переналаштування завантажувача.